# Slag bij Rich Mountain
De Slag bij Rich Mountain vond plaats op 11 juli, 1861 in Randolph County, West Virginia tijdens de Amerikaanse Burgeroorlog.
Generaal-majoor George B. McClellan nam in juni 1861 het opperbevel van de Noordelijke strijdkrachten op zich. Hij stuurde zijn divisies vanuit Clarksburg naar het zuiden om contact te zoeken met de Zuidelijken onder leiding van luitenant-kolonel John Pegram. Op 9 juli arriveerden de Noordelijke divisies in de omgeving van Rich Mountain. Ondertussen marcheerde de brigade van brigadegeneraal Thomas A. Morris vanuit Philippi naar Laurel Hill om de Zuidelijken onder leiding van brigadegeneraal Robert S. Garnett aan te vallen. Op 11 juli leidde brigadegeneraal William S. Rosecrans een versterkte brigade naar de Staunton-Parkersburg Turnpike om de achterhoede van Pegram aan te vallen. De strijd duurde 2.5 uur. De Zuidelijken werden in twee gesplitst. De ene helft kon ontsnappen naar Beverly. De andere helft met Pegram gaf zich over op 13 juli. Garnett verliet Laurel Hill nadat hij het slechte nieuws ontvangen had. De Noordelijken zetten de achtervolging in. Tijdens de Slag bij Corrick's Ford op 13 juli sneuvelde Garnett. Op 22 juli werd McClellan naar Washington geroepen. Rosecrans kreeg het bevel over de Noordelijke troepen in het westen van Virginia.

## Bron
- National Park Service - Rich Mountain
- Kennedy, Frances H., ed., The Civil War Battlefield Guide, 2nd ed., Houghton Mifflin Co., 1998, ISBN 0-395-74012-6.